# Клеренс (Луизијана)
Клеренс (енгл. Clarence) град је у америчкој савезној држави Луизијана.

## Демографија
По попису из 2010. године број становника је 499, што је 17 (-3,3%) становника мање него 2000. године.
| Група             | 2000.       | 2010.       |
| Белци             | 132 (25,6%) | 113 (22,6%) |
| Афроамериканци    | 382 (74,0%) | 375 (75,2%) |
| Азијати           | 0 (0,0%)    | 0 (0,0%)    |
| Хиспаноамериканци | 4 (0,8%)    | 11 (2,2%)   |
| Укупно            | 516         | 499         |